# Gustavo Cabral (Fußballspieler)
Gustavo Daniel Cabral (* 14. Oktober 1985) ist ein argentinischer Fußballspieler, der beim CF Pachuca in der Liga MX unter Vertrag steht.

## Karriere

### Verein
Nachdem Gustavo Cabral einige Jahre bei Racing Club verbracht hatte, wechselte er anschließend zu River Plate, wo er am 10. Februar 2008 gegen Club Atlético Gimnasia y Esgrima de Jujuy debütierte. Nach zwei Jahren bei River Plate, wechselte er 2010 nach Mexiko zu CD Estudiantes Tecos und 2011 erstmals nach Spanien zu UD Levante. Im darauffolgenden Sommer wechselte er zu Celta Vigo, für die Cabral über 190 Spiele bestritt. 2019 wechselte er zum CF Pachuca.

### Nationalmannschaft
Gustavo Cabral spielte während der U-20-Weltmeisterschaft 2005 für sein Heimatland Argentinien, bei der er alle Spiele bis auf das Finale bestritt, in dem Argentinien gewann.

## Erfolge
- Sieger der Junioren-Fußballweltmeisterschaft 2005 mit Argentinien